# Xavier Garriga i Cuadras
Xavier Garriga i Cuadras (Sant Pere de Ribes, 1948) és un polític català. Va començar la seva militància durant l'adolescència al Front Obrer de Catalunya; més endavant simpatitzà amb el Partit del Treball (PT) i va ser membre del BEAN.
L'any 1979 esdevingué alcalde en obtenir la victòria en les primeres eleccions democràtiques amb l'agrupació d'electors Unitat Municipal; en el jutjat numeraren la candidatura com la novena agrupació d'aquell partit judicial i d'aquí la formació prengué la denominació Unitat Municipal 9 (UM9). L'UM9 era una formació independentista i d'esquerres que aglutinava inicialment militants del BEAN, del PT, del PSUC i de CCOO; actualment l'UM9 és integrada a la Candidatura d'Unitat Popular. El 1993 fou un dels promotors de l'Assemblea Unitària per l'Autodeterminació. Fou director general d'Acció Comunitària del Departament de Governació i Administracions Públiques tant en el període del conseller Joan Puigcercós i Boixassa com de Jordi Ausàs.
Fou alcalde en dos períodes: entre 1979 i 1991 i entre 1995 i 1999. En el primer període, la seva formació governà dues legislatures amb un pacte amb el PSC i en l'última obtingué la majoria absoluta. L'any 1991 obtingué la victòria el Partit dels Socialistes de Catalunya, encapçalat per Josep Antoni Blanco, que esdevingué alcalde. L'any 1995, obtingué la victòria Unitat Municipal 9 i Xavier Garriga recuperà l'alcaldia; en aquest període governà en minoria. L'any 1999, el Partit dels Socialistes de Catalunya obtingué la majoria absoluta; en aquell moment Garriga decidí plegar.
És expert en serveis socials; membre fundador del Fons Català de Cooperació i president d'Inform. Actualment és director d'investigació de la Fundació CIREM. En l'àmbit dels serveis socials, durant el període 1991-1995 va ser cap de serveis del Programa Casals Cívics i cap de l'Oficina de Coordinació Territorial del Departament de Benestar Social de la Generalitat de Catalunya, el titular del qual era Antoni Comas i Balldellou (CiU). També ha estat director del Pla d'actuacions al Barri de Sant Cosme del Prat de Llobregat i cap de l'Oficina Territorial del Departament de Benestar i Família durant el període 2005-2006.